# جاکوپو قزی
جاکوپو قزی (انگلیسی: Jacopo Ghezzi؛ زادهٔ ۱۷ فوریهٔ ۲۰۰۲) بازیکن فوتبال اهل ایتالیا است.